# Lithacodia minuta
Lithacodia minuta är en fjärilsart som beskrevs av Druce 1889. Lithacodia minuta ingår i släktet Lithacodia och familjen nattflyn. Inga underarter finns listade i Catalogue of Life.